# Асановский совхоз-техникум
Асановский совхоз-техникум — село в  Алнашском районе Удмуртской Республики Российской Федерации. В рамках организации местного самоуправления входит (с 2021 года) в муниципальный округ Алнашский район.  До 2004 года имел статус посёлка, до 2021 года административный центр Техникумовского сельского поселения.

## География
Находится в 14 км к юго-востоку от села Алнаши и в 95 км к юго-западу от Ижевска.

## История
15 сентября 1897 года на средства земства в 4 верстах от села Асаново были выкуплены 100 десятин, на которых была организована «Асановская земская учебная сельскохозяйственная ферма». Учебное отделение фермы готовило специалистов сельского хозяйства низшей квалификации, первый выпуск состоялся в 1900 году. В течение 1910—1911 годов на базе фермы организована «Асановская низшая женская сельскохозяйственно-домоводческая школа I разряда». В 1918 году ферма перешла в ведение губернского совета народного образования и продолжала готовить кадры для сельского хозяйства. Впоследствии на её базе организован сельскохозяйственный техникум.
В 1921 году, в связи с образованием Вотской автономной области, населённый пункт Асановский сельскохозяйственный техникум передан в состав Можгинского уезда. В 1924 году при укрупнении сельсоветов он вошёл в состав Асановского сельсовета Алнашской волости. В 1929 году упраздняется уездно-волостное административное деление и населённый пункт причислен к Алнашскому району.
В 1963 году Асановский сельсовет упразднён и деревня причислена к Кучеряновскому сельсовету, в 1966 году Асановский сельсовет восстановлен и селение передано в его состав.
По указу Президиума Верховного Совета Удмуртской Республики от 11 апреля 1994 года из состава Асановского сельсовета выделен Техникумовский сельсовет.
Постановлением Госсовета УР от 26 октября 2004 года посёлок Асановский совхоз-техникум Техникумовского сельсовета был преобразован в село Асановский Техникум. В ноябре того же года Техникумовский сельсовет был преобразован в муниципальное образование «Техникумовское» и наделён статусом сельского поселения. А 12 июля 2005 года село Асановский Техникум переименовано в село Асановский совхоз-техникум.

## Население
| 2008 | 2010  | 2012  |
| ---- | ----- | ----- |
| 1688 | ↘1192 | ↘1161 |

## Инфраструктура
- Асановский аграрно-технический техникум
- средняя школа — 97 учеников в 2008 году[14]
- детский сад
- школа искусств

## Транспорт
Остановка общественного транспорта «Асановский совхоз-техникум». Остановочный пункт 236 км (Асановский).